# إبراهيم الشهري (لاعب كرة قدم مواليد 1996)
إبراهيم زاهر الشهري (بالإنجليزية: Ibrahim Al-Shehri)‏؛ مواليد 23 فبراير 1996 في جدة، السعودية، هو لاعب كرة قدم سعودي يلعب في نادي هجر.

## مسيرة اللاعب
لعب في نادي الاتحاد ونادي العين ونادي الجبلين ونادي النجوم ونادي الكوكب ونادي الجيل ونادي الوشم ونادي اللواء ونادي الروضة ونادي هجر.

## روابط خارجية
- إبراهيم الشهري على موقع قاعدة بيانات كرة القدم.إي يو (الإنجليزية)
- إبراهيم الشهري على موقع Soccerway.com (الإنجليزية)
- إبراهيم الشهري على موقع كووورة